# اچ‌ام‌اس اوریالوس (۴۲)
اچ‌ام‌اس اوریالوس (۴۲) (به انگلیسی: HMS Euryalus (42)) یک کشتی بود که طول آن ۴۸۵ فوت (۱۴۸ متر) بود. این کشتی در سال ۱۹۳۹ ساخته شد.